# Disturbios de París de 2025
Los disturbios de París de 2025 hacen referencia a una serie de tumultos y actos vandálicos llevados a cabo entre el 31 de mayo de al 1 de junio de 2025 (GMT+2) en París, Francia, tras la victoria del Paris Saint-Germain (PSG) por 5-0 sobre el Inter de Milán en la final de la UEFA Champions League. Estas celebraciones que se convirtieron en disturbios generalizados, dejaron al menos dos muertos, más de 190 heridos y más de 500 detenidos en toda Francia.

## Contexto

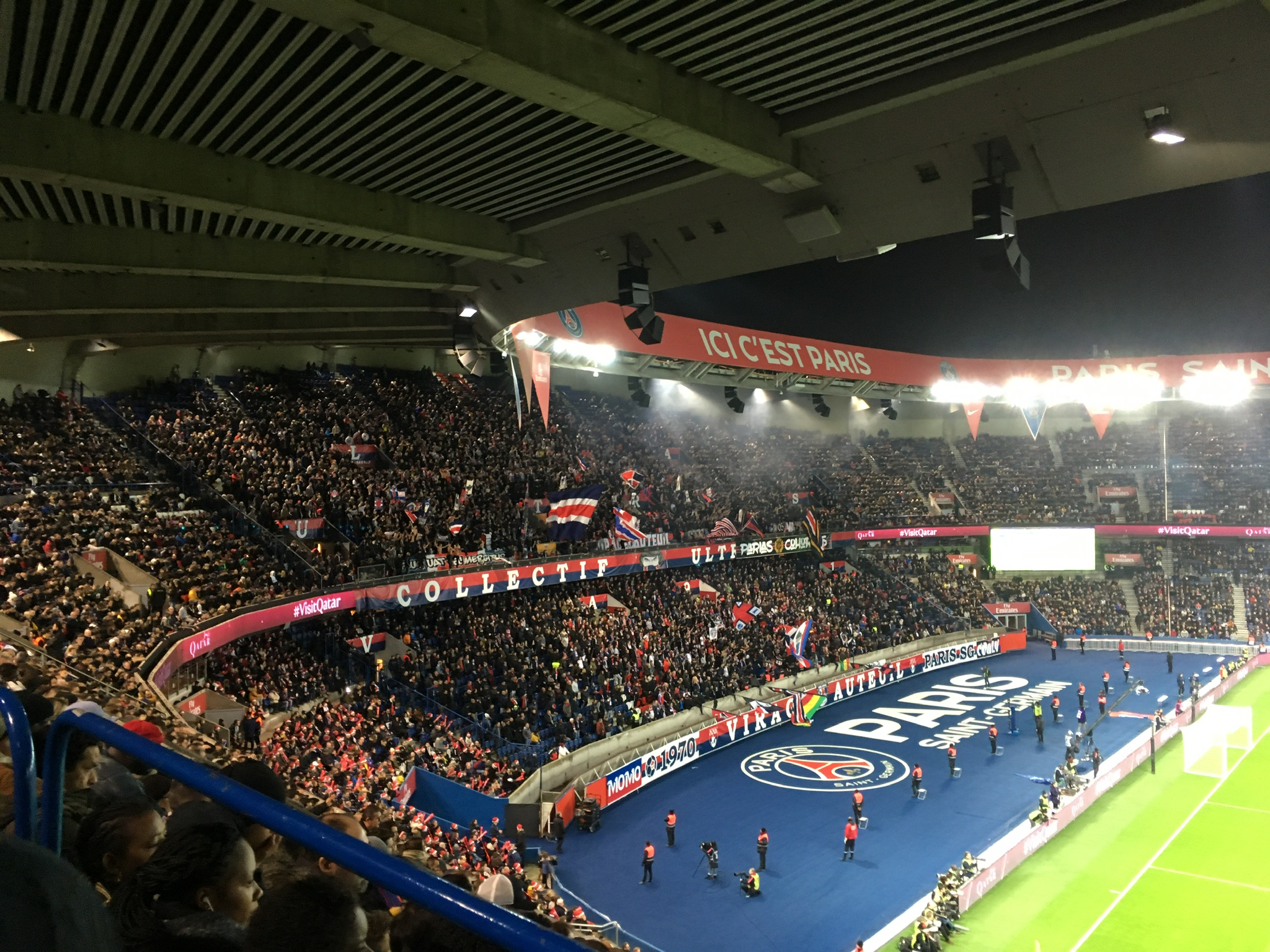
Ultras del PSG en 2019 durante un partido contra el FC Nantes

El 31 de mayo de 2025, se disputó en el Allianz Arena de Múnich (Alemania) el partido final de la Liga de Campeones de la UEFA de 2024-25 entre el club francés Paris Saint-Germain y el club italiano Inter de Milán.
El Paris Saint-Germain ganó el partido 5-0 para su primer título de la Copa de Europa, marcando la segunda victoria final de un club francés después del Marsella en 1993. Su margen de victoria fue el más grande en una final de la Copa de Europa  con su cuenta de goles solo superada por los siete del Real Madrid en 1960. Al hacerlo, el Paris Saint-Germain completó un triplete continental, el primero de un club francés, mientras que Luis Enrique se convirtió en el segundo entrenador después de Pep Guardiola en ganar el triplete dos veces.
El PSG es el club más popular de Francia, con el 22% del país apoyándolos y 100 millones de seguidores en todo el mundo. Los aficionados y ultras del PSG son considerados «como algunos de los más devotos del fútbol».
Debido a esto, a lo largo de la historia han ocurrido incidentes vinculados a los ultras del club, entre ellos destacan varios, como cuando en noviembre de 2006, tras la derrota en la UEFA Europa League ante el club israelí Hapoel Tel Aviv en el Parque de los Príncipes, los ultras de PSG salieron a la calle y atacaron a los aficionados judíos. Un aficionado francojudío del Hapoel, Yaniv Hazout, fue perseguido y separado de sus amigos. En la confusión resultante, Granomort y Hazout pudieron escapar a un McDonald's cercano, que luego fue atacado por los hooligans, que rompieron ventanas y corearon consignas racistas antes de que finalmente llegaran los refuerzos policiales al lugar y dispersaran a la multitud.
Posteriormente, otros disturbios ocurrieron en 2020, cuando al menos 148 aficionados del PSG fueron detenidos tras ataques vandálicos perpetuados tras la derrota del equipo contra el Bayern Múnich en la final de la Liga de Campeones de la UEFA 2019-20. A inicios de mayo de 2025, tres personas quedaron heridas durante festejos del PSG por la Ligue 1. En la previa del partido del 31 de mayo de 2025, ocurrieron enfrentamientos entre hinchas del Inter y del PSG en el Metro de Múnich.

## Disturbios
El primer foco de tensión fue el área circundante al Parc des Princes, el estadio del PSG, donde miles de seguidores del equipo se habían reunido para celebrar el título. A medida que avanzaba la noche, algunos grupos de aficionados, muchos de los cuales habían consumido alcohol, comenzaron a destruir propiedades públicas, como semáforos, fuentes y escaparates de tiendas, prender fuego a vehículos, conducir a velocidades superiores a las promedio e incluso a lanzar objetos contundentes a oficiales de la policía local.
La policía respondió con un despliegue masivo de unidades antimotines, utilizando gases lacrimógenos y cañones de agua para dispersar a la multitud. Sin embargo, estos esfuerzos solo intensificaron los enfrentamientos, lo que llevó a la intervención de más fuerzas de seguridad.
Un joven de 17 años murió tras ser apuñalado en Dax y una mujer de 23 años murió en el centro de París tras ser atropellada por un vehículo mientras conducía una scooter. El Ministerio del Interior dijo que 491 personas fueron arrestadas solo en París y 264 vehículos fueron incendiados; entre los heridos había 22 policías y siete bomberos. Cuatro personas resultaron heridas en Grenoble después de que un automóvil atropellara a aficionados del PSG. Durante los festejos, se saquearon tiendas, se destrozaron marquesinas de autobuses y se encendieron bengalas y fuegos artificiales, con enfrentamientos estallando cerca de la avenida de los Campos Elíseos.
Los disturbios continuaron durante varias horas, aproximadamente hasta el día siguiente, 1 de junio de 2025. Varios vídeos de la violencia ocurrida en París fueron rápidamente difundidos a través de las redes sociales.

## Reacciones
- El presidente Emmanuel Macron declaró: «Nada puede justificar lo ocurrido en las últimas horas; los violentos enfrentamientos son inaceptables».[33] Macron también afirmó que los alborotadores no representaban a la mayoría de la afición del PSG.[34]
- El ministro del Interior, Bruno Retailleau, condenó a los alborotadores y los calificó de «bárbaros», lo que provocó acusaciones de racismo por parte de figuras de la izquierda.[35]
- En respuesta a los disturbios, el PSG anunció planes para un desfile de la victoria en los Campos Elíseos. El desfile se celebró al día siguiente con medidas de seguridad reforzadas para evitar nuevos incidentes.[36]
- Los miembros del partido de izquierdas a extrema izquierda La France Insoumise también criticaron a las fuerzas del orden , creyendo que algunos de ellos habían agravado la situación e impedido que la gente celebrara.[37]